# Примићур
У средњовјековним трговачким караванима, примићуром (крамаром) се називао старјешина поносника. Назив примићур је византијског поријекла, али од латинског „primus in cera“ и обично је означавао катунара. Ријеч крамар (старија њемачка ријеч, позајмљена од рудара, Саса) позната је и данас, а јавља се у средњовјековним споменицима.

## Послови крамара
Крамар је управљао својим људима, поносницима (који само преко њега могу доћи у контакт са трговцима). Сам је склапао уговоре са трговцима и одговарао за њихово извршавање (у уговоре нијесу уношени подразумијевани обичаји, које је створила дуга караванска пракса). Најприје се обавезивао да ће у неком року довести одређен број својих људи и товарних коња. Преузимао је пуну одговорност за повјерену робу (ad risicum et fortunam suam) и био је дужан да је са својим људима брани и по цијену живота (ad vitam et ad mortem). Вршио је организацију каравана и исти водио на путовања. Одређивао је, односно потврђивао етапе пута (биле од давнина утврђене) и мјеста ноћења (путовало се само по дану). Јахао је на челу, на најбољем коњу (који је имао звоно о врату) а остали коњи су уларом били повезани један другом за репове или самар. Правило је било да се крамарима од стране трговаца исплати половина уговорене своте унапријед, а остатак по истовару робе на уговореном мјесту. Али, било је и одступања, у корист или на штету Влаха. Поред накнаде за посао, постојала је и једна врста напојнице за крамаре, звана „примићурина“.

## Поријекло крамара
У своје вријеме, записани су и познати крамари: Хлапац Станковић, Херак Милошевић, Дубравац Милићевић... Сви крамари поменути у архивским књигама, били су власи, из данашњих области у Херцеговини и Црној Гори, односно катуна: Бањани, Буквићи, Бурмази, Дробњаци, Журовићи, Малешевци, Мириловићи, Перветинићи, Пилатовци, Предојевићи, Томићи и остали. Архивске књиге у Дубровнику садрже велики број имена крамара, која представљају значајан материјал за пручавање становништва данашње Црне Горе и Херцеговине.